# Parazyxomma flavicans
Parazyxomma flavicans es la única especie del género Parazyxomma, en la familia Libellulidae. 
Habita en Benín, Botsuana, Camerún, República Democrática del Congo, Costa de Marfil, Gabón, Gambia, Ghana, Guinea, Guinea-Bissau, Liberia, Malawi, Namibia, Nigeria, Senegal, Sudáfrica, Uganda, Zambia y Zimbabue. Sus hábitats naturales son pantanos y lagos de agua dulce, así como lagos y marismas intermitentes de agua dulce.